# ヴァーサIFK
ヴァーサIFK（フィンランド語: Idrottsföreningen Kamraterna Vasa）は、フィンランドの南西部、西スオミ州、ポフヤンマー県の都市ヴァーサに本拠地を置くサッカークラブである。略称のVIFKのほか、VIFKヴァーサとも表記されることがある。

## 歴史
1900年創設の100年以上の歴史を持つクラブ。1988年のBK-48との合併に際して、BK-IFKに名称を変更していたが、クラブ創設から100年目にあたる2000年に創設当時の名称であったVIFKに戻した。過去には3度のトップリーグ制覇の経験を持つ。

## タイトル

### 国内タイトル
- フィンニッシュ・チャンピオンシップ - 3回
  - 1944, 1946, 1953
- カッコネン - 1回
  - 2005

### 国際タイトル
- なし

## 現所属メンバー
2013年6月20日現在。
注：選手の国籍表記はFIFAの定めた代表資格ルールに基づく。
| No. | Pos. |              | 選手名                         |
| --- | ---- | ------------ | ------------------------------ |
| 2   | DF   | フィンランド | ヨアキム・セーデルゴード       |
| 3   | MF   | フィンランド | ペッテル・ラウスク             |
| 4   | DF   | フィンランド | ヨナス・ピトゥカカンナス       |
| 5   | DF   | フィンランド | メルハヴィ・ビルハネ           |
| 6   | DF   | フィンランド | クリスティアン・コッコ         |
| 7   | FW   | フィンランド | アンドレアス・ストランドヴァル |
| 8   | MF   | フィンランド | マティアス・トレスクベック     |
| 9   | MF   | フィンランド | マルクス・ノルドマン           |
| 10  | DF   | 南スーダン   | ムスタファ・マキ               |
| 11  | FW   | 南スーダン   | マレス・ロンボ                 |
| 12  | GK   | スペイン     | ブラス・パルド・ポルセル       |
| 14  | DF   | フィンランド | トビアス・ウトリアイネン       |
| 15  | MF   | フィンランド | ミッコ・クリンナ               |

| No. | Pos. |                | 選手名                         |
| --- | ---- | -------------- | ------------------------------ |
| 16  | FW   | フィンランド   | フーゴ・ヴィルフェール         |
| 17  | MF   | フィンランド   | アディス・ホルムストレーム     |
| 18  | MF   | フィンランド   | クリスティアン・エステルルンド |
| 19  | DF   | ポーランド     | アルトゥール・レマノウィッツ   |
| 20  | DF   | フィンランド   | エートゥ・ラハコラ             |
| 21  | FW   | アメリカ合衆国 | トラヴィス・カントレル         |
| 22  | GK   | フィンランド   | アンッティ・ルオステコスキ     |
| 23  | FW   | フィンランド   | サムエル・チャコーン           |
| 24  | MF   | フィンランド   | ヨエル・スナバッカ             |
| 25  | DF   | フィンランド   | ニコラス・シエヴェルス＝ライネ |
| 35  | GK   | フィンランド   | ヨハンネス・ストレーム         |
| -   | GK   | アメリカ合衆国 | スコット・アンジョヴィヌ       |
| -   | DF   | フィンランド   | クリスティアン・インゴ         |

## 過去の成績
- 2005 カッコネン 1位 - 昇格
- 2006 ウッコネン 8位
- 2007 ウッコネン 6位
- 2008 ウッコネン 12位 - 降格
- 2009 カッコネン 4位
- 2010 カッコネン 6位
- 2011 カッコネン 5位